# 巴尔什维莱尔
巴尔什维莱尔（法語：Balschwiller，法語發音：[balʃvilɛʁ] ⓘ）是法国上莱茵省的一个市镇，位于该省南部，属于阿尔特基什区。

## 地理
巴尔什维莱尔（47°40'7"N, 7°10'6"E）面积9.79 平方千米，位于法国大東部大區上莱茵省，该省份为法国东部内陆省份，是阿尔萨斯的一部分，今与下莱茵省组成了阿尔萨斯欧洲集体，其北临下莱茵省，西接孚日省，西南接贝尔福地区省，东侧沿莱茵河与德国相望，南与瑞士接壤。
与巴尔什维莱尔接壤的市镇（或旧市镇、城区）包括：吉尔德维莱尔、法尔克维莱尔、比特维莱尔、阿根巴克、埃格林根、圣贝尔纳、加尔凡格、艾姆斯布伦、贝恩维莱尔。
巴尔什维莱尔的时区为UTC+01:00、UTC+02:00（夏令时）。

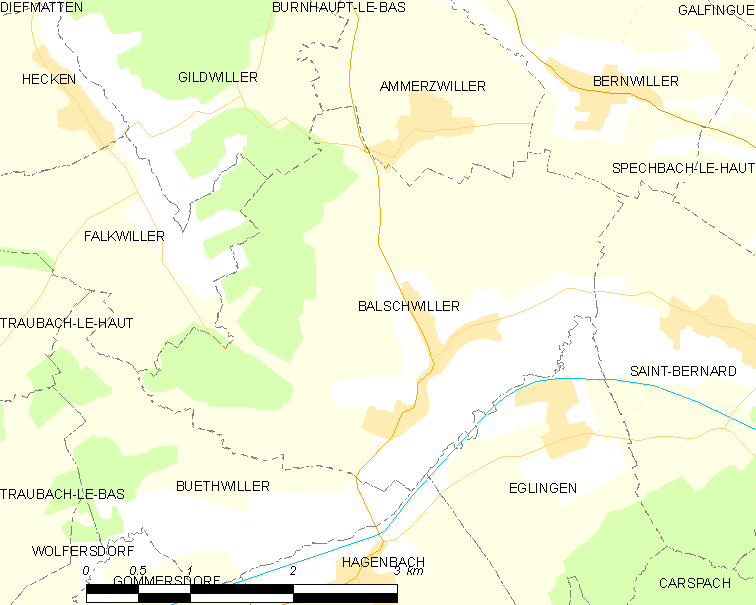
巴尔什维莱尔的OSM定位图

## 行政
巴尔什维莱尔的邮政编码为68210，INSEE市镇编码为68018。

## 政治
巴尔什维莱尔所属的省级选区为马斯沃-尼德布吕克县。

## 交通
上莱茵省省道D18.1线、D18.2线、D25线和D103线在境内交汇。

## 人口

1962-2008年间巴尔什维莱尔人口变化图示

巴尔什维莱尔于2022年1月1日时的人口数量为736人。